# Masamichi Takesaki
Masamichi Takesaki (japonais : 竹崎 正道, né en 1933) est un mathématicien japonais qui a travaillé sur la théorie des algèbres d'opérateurs.